# 犬蝠
犬蝠（学名：Cynopterus sphinx）又名短吻果蝠、印度犬果蝠，为狐蝠科犬蝠属的动物。在中国大陆，分布于西藏、广西、海南、福建等地，主要栖息于热带树林以及家舍。该物种的模式产地在印度。

## 亚种
- 犬蝠泰国亚种（学名：Cynopterus sphinx angulatus），Miller于1898年命名。在中国大陆，分布于广东等地。该物种的模式产地在泰国。[2]
- 犬蝠指名亚种（学名：Cynopterus sphinx sphinx），Vahl于1797年命名。在中国大陆，分布于西藏、海南、福建等地。该物种的模式产地在印度。[3]